# Budowlani Łódź Sportowa 2014-2015
Questa voce raccoglie le informazioni riguardanti il Budowlani Łódź Sportowa nelle competizioni ufficiali della stagione 2014-2015.

## Organigramma societario
Area direttiva
- Presidente: Marcin Chudzik

Area tecnica
- Allenatore: Błażej Krzyształowicz
- Allenatore in seconda: Jacek Nawrocki

## Rosa
| N° | Nome                  | Ruolo | Data di nascita  | Nazionalità |
| -- | --------------------- | ----- | ---------------- | ----------- |
| 1  | Magdalena Szryniawska | P     | 17 novembre 1969 | Polonia     |
| 2  | Gabriela Wojtowicz    | C     | 27 novembre 1988 | Polonia     |
| 3  | Joanna Pacak          | C     | 9 giugno 1996    | Polonia     |
| 4  | Emilia Kajzer         | P     | 10 marzo 1992    | Polonia     |
| 5  | Dorota Ściurka        | S     | 7 gennaio 1981   | Polonia     |
| 6  | Valérie Courtois      | L     | 1º novembre 1990 | Belgio      |
| 7  | Natalia Nuszel        | S     | 23 febbraio 1989 | Polonia     |
| 10 | Sanja Popović         | S/O   | 31 marzo 1984    | Croazia     |
| 11 | Sylwia Pycia          | C     | 20 aprile 1981   | Polonia     |
| 12 | Martyna Grajber       | S     | 28 marzo 1995    | Polonia     |
| 14 | Ewelina Sieczka       | S     | 26 gennaio 1988  | Polonia     |
| 15 | Dorota Medyńska       | L     | 25 aprile 1993   | Polonia     |
| 18 | Aleksandra Sikorska   | C     | 28 aprile 1993   | Polonia     |